# خانه فارنزورث

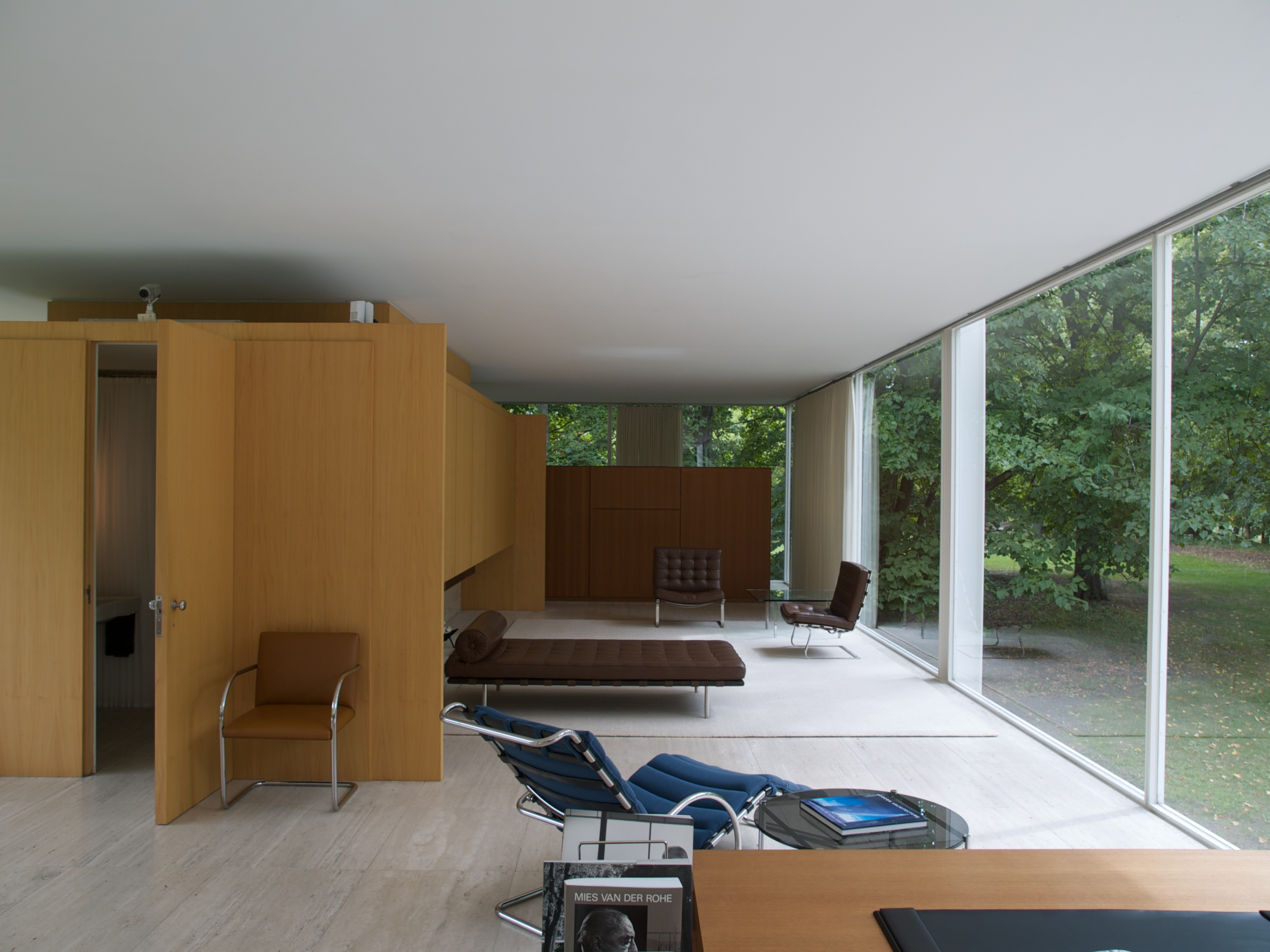

خانه فارنزورث (به انگلیسی: Farnsworth House) خانه‌ای است که معمار معروف لودویش میس فن در روهه، در سال ۱۹۵۱ در ایلینوی آمریکا طراحی کرده‌است و جز یکی از برترین آثار معماری قرن بیستم به‌شمار می‌رود.
این خانه نمایشی در سبکی از معماری به نام سبک بین‌المللی ساخته شده آست. این خانه هم‌اکنون یک مکان تاریخی ملی آمریکا است.

## تاریخچه
خانه فارنزورت توسط لودویگ میس فن در روهه بین سال‌های ۱۹۴۵ تا ۱۹۵۱ طراحی و ساخته شد. این خانه تفریحگاهی آرام برای آخر هفته است که در روستایی در ۸۹ کیلومتری جنوب غربی شهر شیکاگو در زمینی به مساحت ۲۴ هکتار مجاور رودخانهٔ فاکس، جنوب شهر پلانو الینوس قرار گرفته‌است. این خانه بعد از اینکه در سال ۲۰۰۴ جزو آثار ملی تاریخی ثبت شد، در سال ۲۰۰۶ به عنوان اثری تاریخی ملی شناخته شد. اکنون به عنوان موزه توسط سازمان حفاظت از آثار تاریخی دایر است. در سپتامبر ۲۰۰۸ بخاطر بارانهای ناشی از اثرات تندباد ایک در معرض سیل قرار گرفت. میزان آب ناشی از باران حدود ۴۶ سانتیمتر از زمین و پل چوبی ۱٫۵ متری بالا آمد و به بقیه خانه رسید. بیشتر مبلمان‌ها با دور نگهداشتن از سیلاب سالم نگهداشته شدند. در آخرین روزهای سال ۲۰۰۸ خانه به منظور تعمیرات بر روی عموم بسته شد.

## شمای خانه
کاربرد وسیع کف شفاف تا سقفی شیشه‌ای به گونه‌ای افراطی فضای داخل را به فضاهای طبیعی اطراف منتهی می‌سازد. دو تخته سنگ افقی که به‌طور مجزا سقف و کف را شکل می‌دهند، فضای باز برای زندگی را محدود می‌سازند. لبه‌های تخته سنگ با نشان دادن بخش‌هایی از فولاد که به رنگ سفید درآمده‌اند، مشخص هستند. خانه با فاصله‌ای حدود ۶۰/۱ متر از سطح زمین روی دشتی سیلابی قرار گرفته و با ۸ ستون فولادی پهن که به کناره تخته سنگ‌های سقف و کف متصل شده‌اند، برافراشته شده‌است. انتهای تخته سنگ‌ها تا آنسوی نگهدارنده‌های ستون ادامه دارد و پایه‌ها را تشکیل می‌دهد. به نظر می‌رسد خانه با بی وزنی روی زمینی که اشغال کرده، شناور است. سومین تخته سنگ شناور و تراس ضمیمه شده همچون‌گذاری بین محل زندگی و زمین عمل می‌کند. خانه با دو مجموعه پلکان، زمین را به تراس و سپس به ایوان مرتبط می‌سازد.
. فضای داخل به نظر می‌رسد اتاقی واحد باشد، و حول دو قطعه چوب در حال جزر و مد است. گویی اجاق آشپزخانه همچون خانه‌ای مجزا در خانه شیشه‌ای بزرگتر قرار گرفته‌است. ساختمان اساساً اتاق بزرگی است با وسایل ساده و بی‌آلایش که تمایز چشمگیری را در فضای باز ایجاد می‌کند و به‌طور غیر مستقیم به جای خواب، آشپزی، پوشیدن لباس، خوردن غذا و نشستن اشاره می‌کند. قسمت‌های خیلی خصوصی مثل دستشویی و تأسیسات در مرکز ساختمان تعبیه شده‌اند.

## انتقادات
1. پنجره‌های شیشه‌ای بزرگ
2. نبود جایی پنهان و خصوصی
3. نور شدید داخل حشرات موذی را جذب می‌کرد
4. زنگ زدن هرگز متوقف نمی‌شود و لازم است که ستون‌های فولادی تعویض شوند
5. صورت حساب وسایل گرمازا سرسام‌آور بود

## دسترسی‌ها
پله‌های عریض و کم‌تعدادی تراس را به محوطه و به ایوان ورودی خانه مرتبط می‌سازد. داخل طرح یک ساختمان کوچکتر در داخل حجم کلی، فضاهای خدماتی را دربر گرفته. جز یک آشپزخانه، دو حمام و یک اتاق تأسیسات هیچ دیوار ثابت دیگری وجود ندارد.
دیوارهای چوبی داخل هسته خدماتی از سقف کمی پایین آمده‌اند تا وحدت فضایی نشیمن حفظ شود.

## نگارخانه

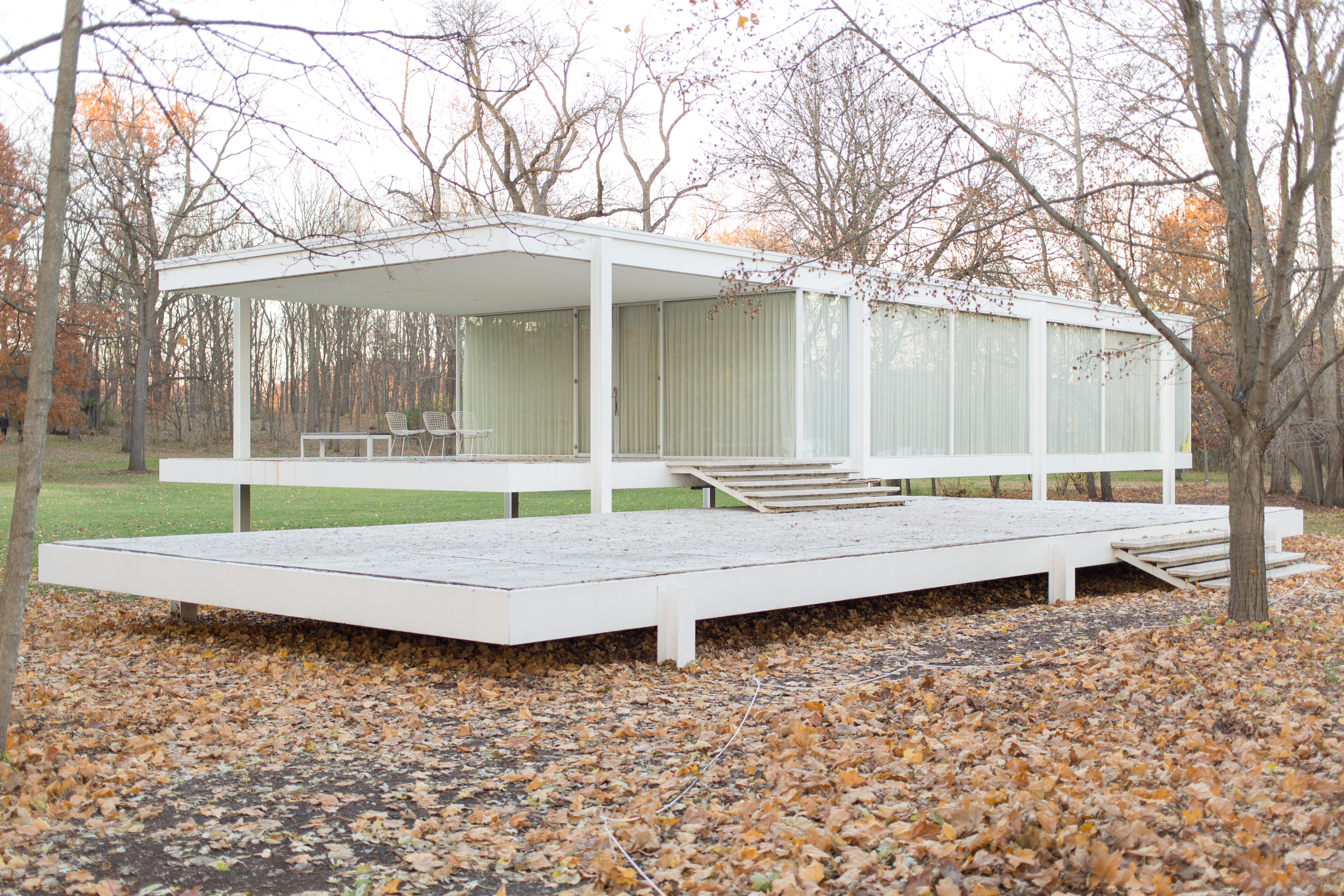
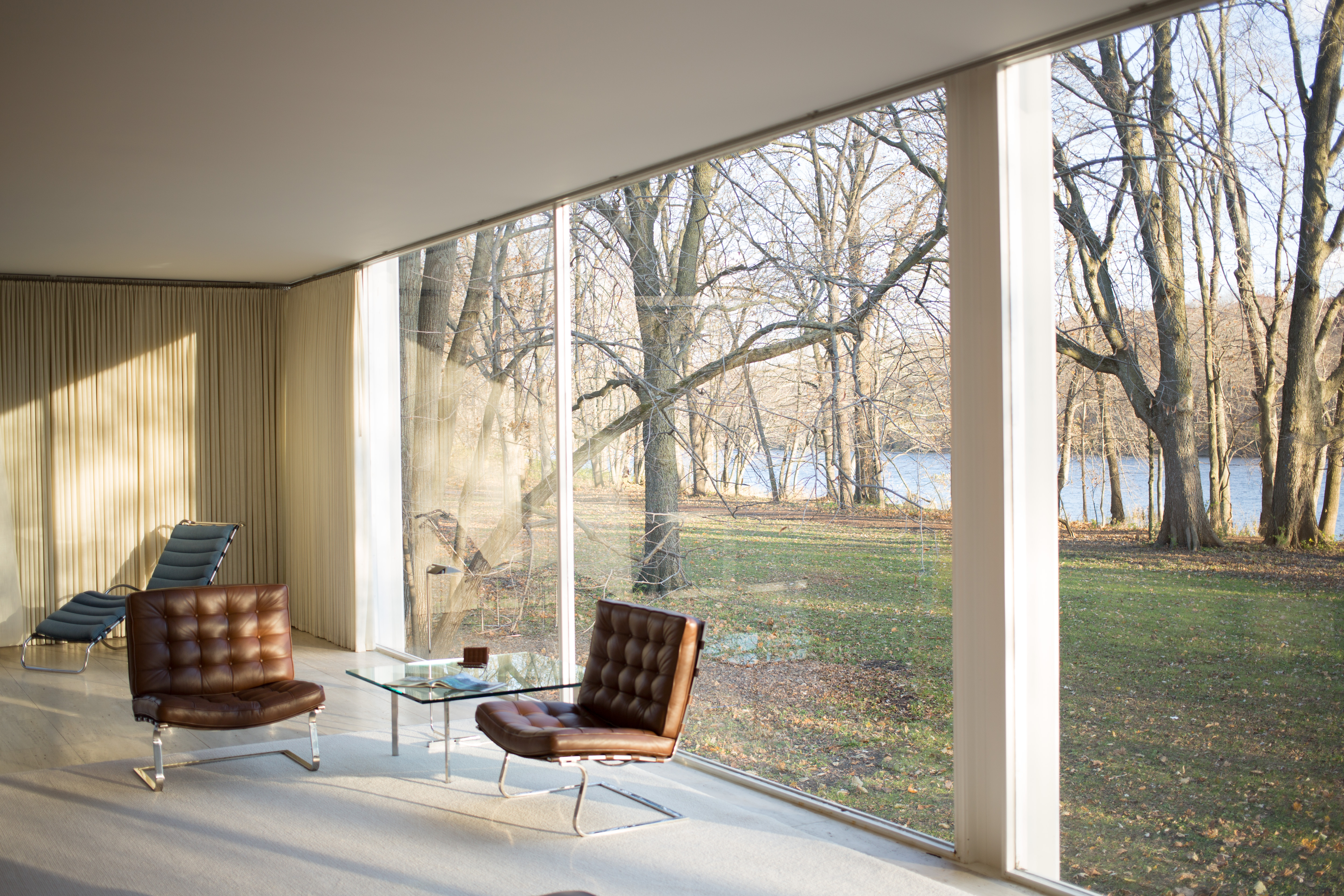
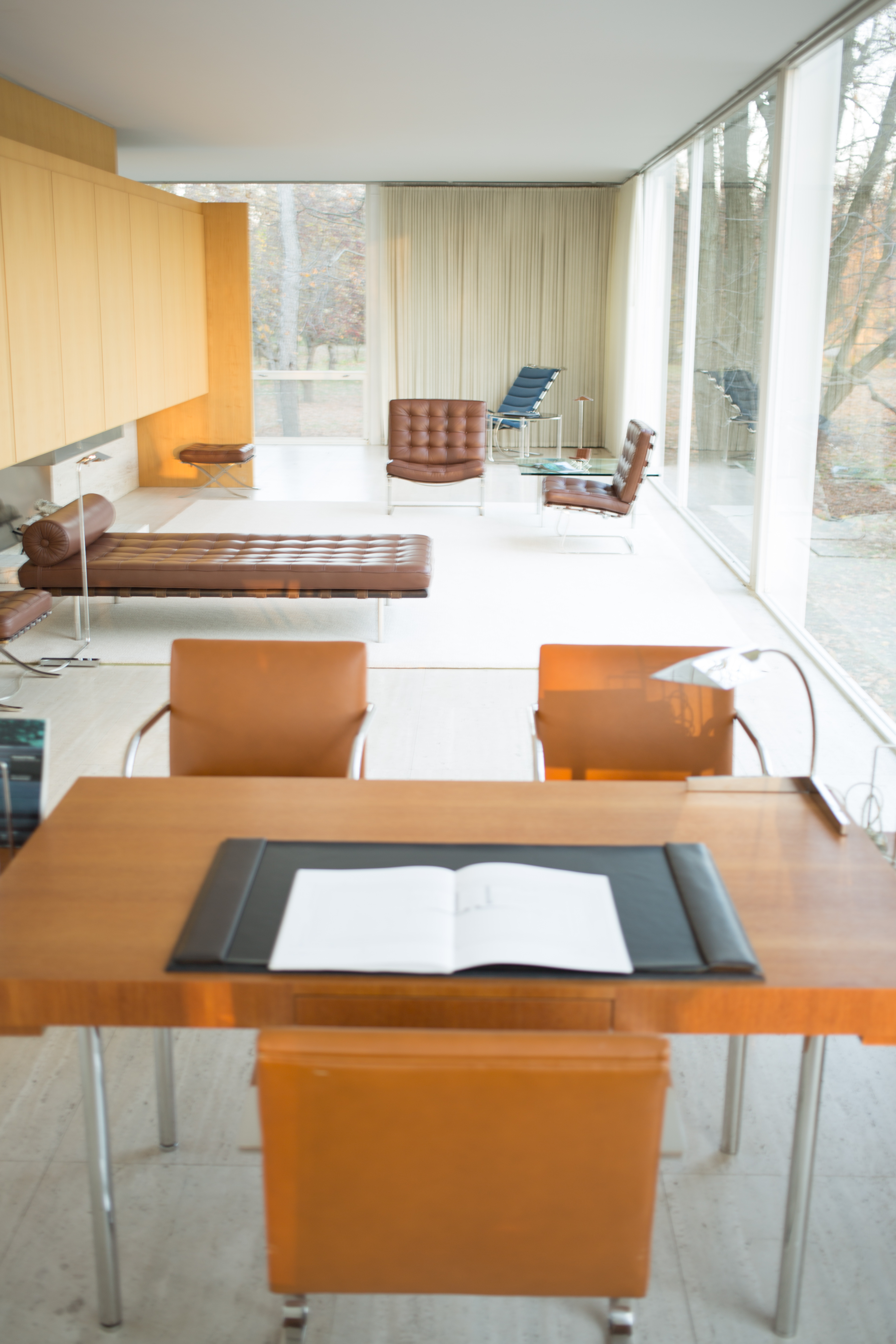
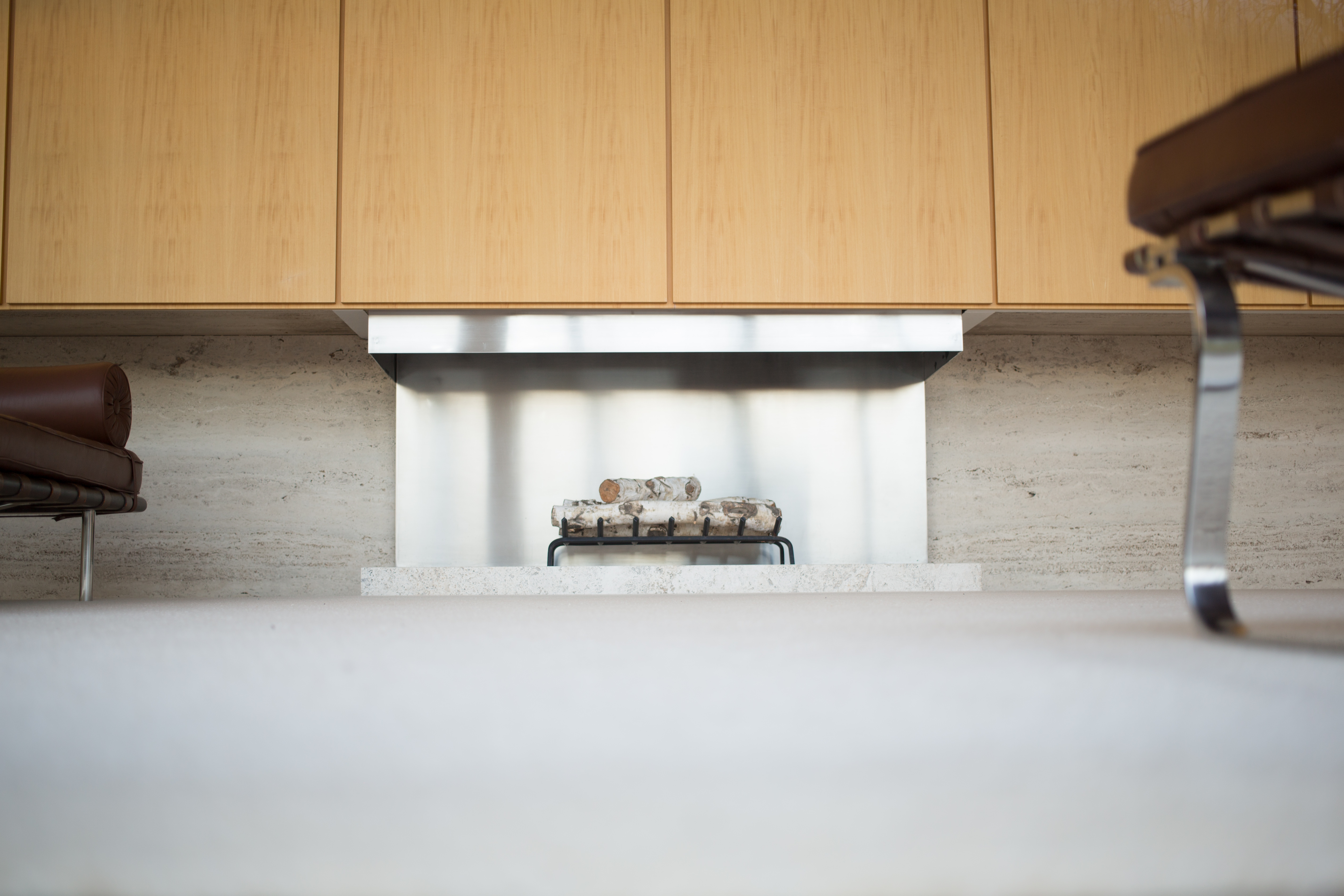
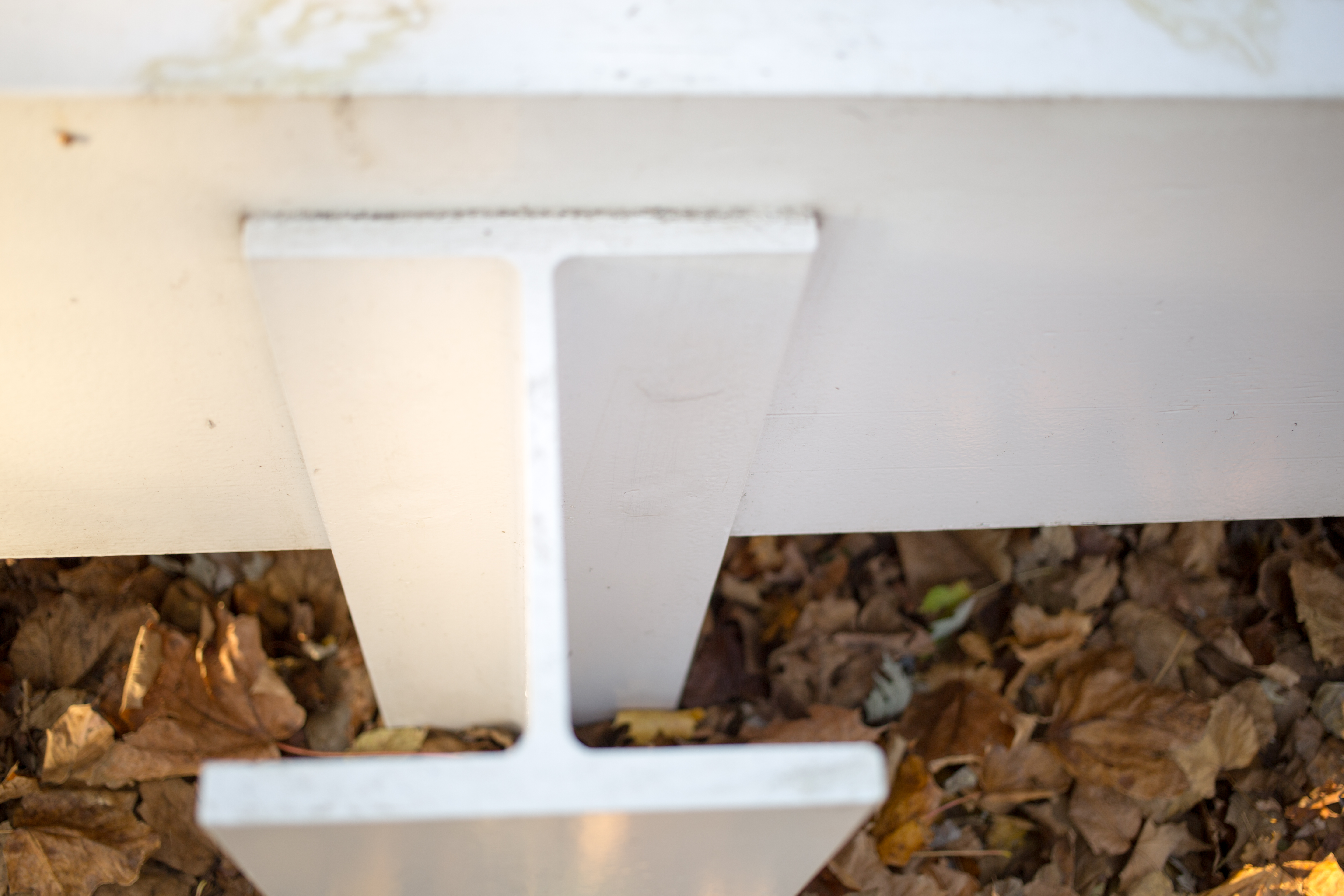
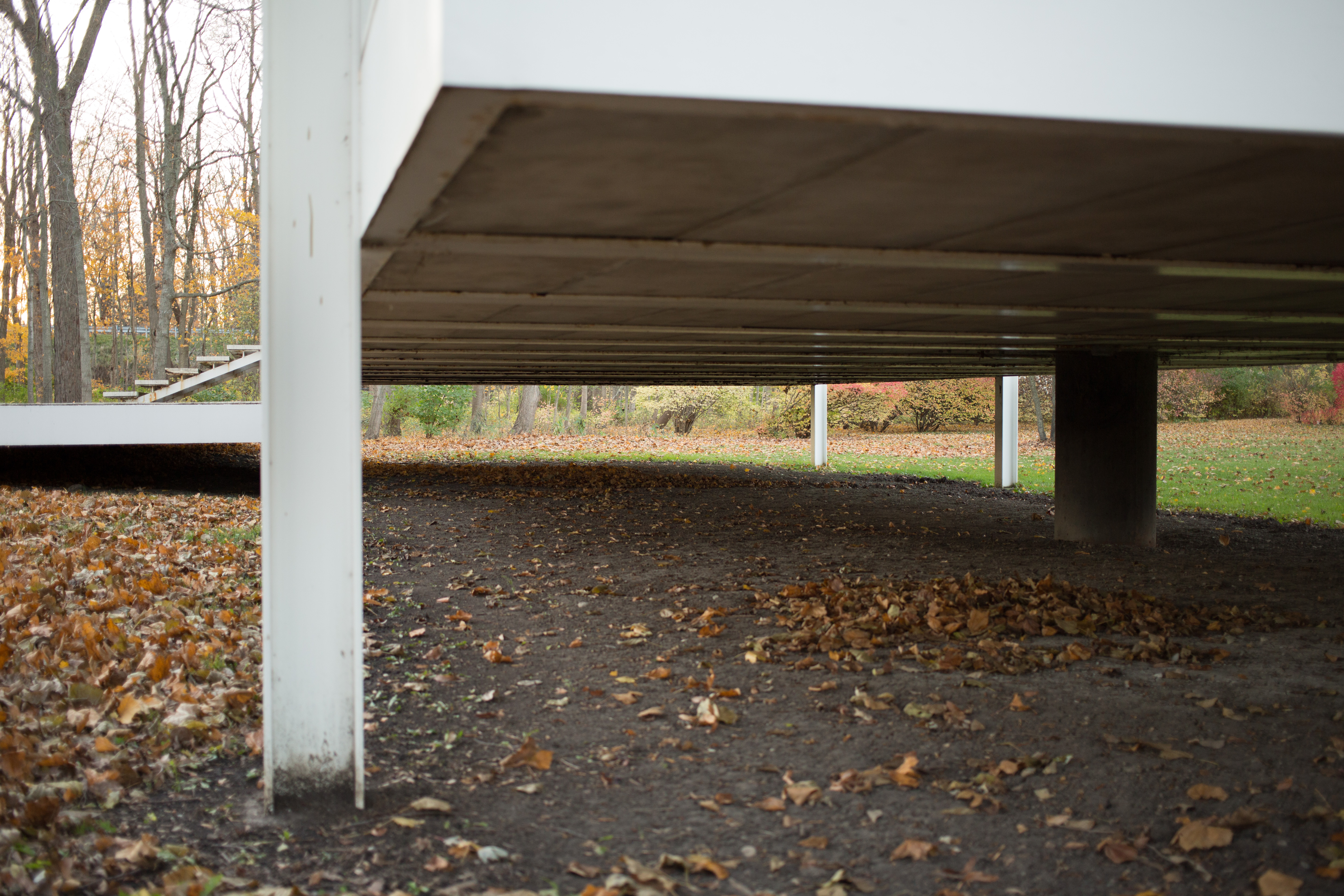
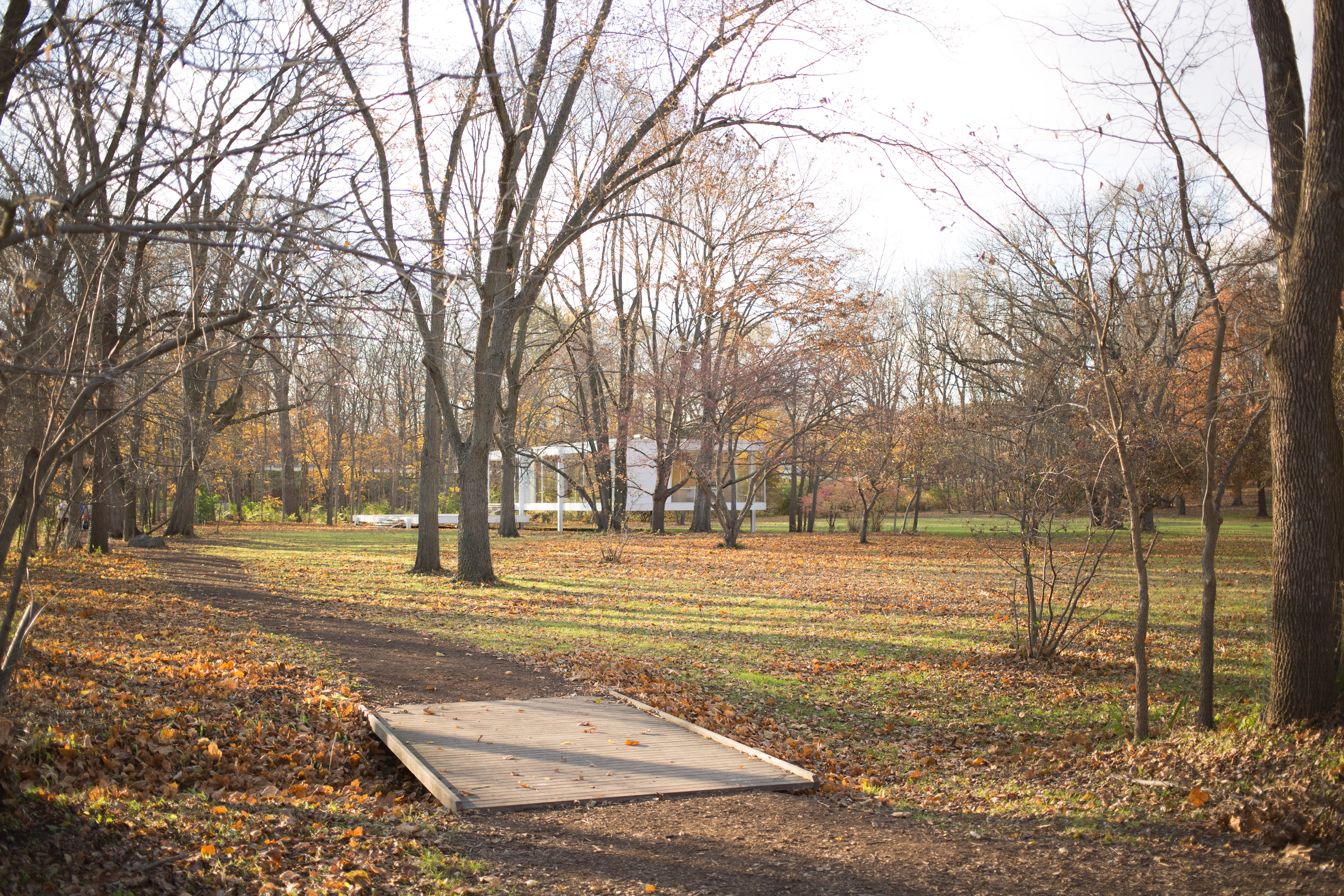
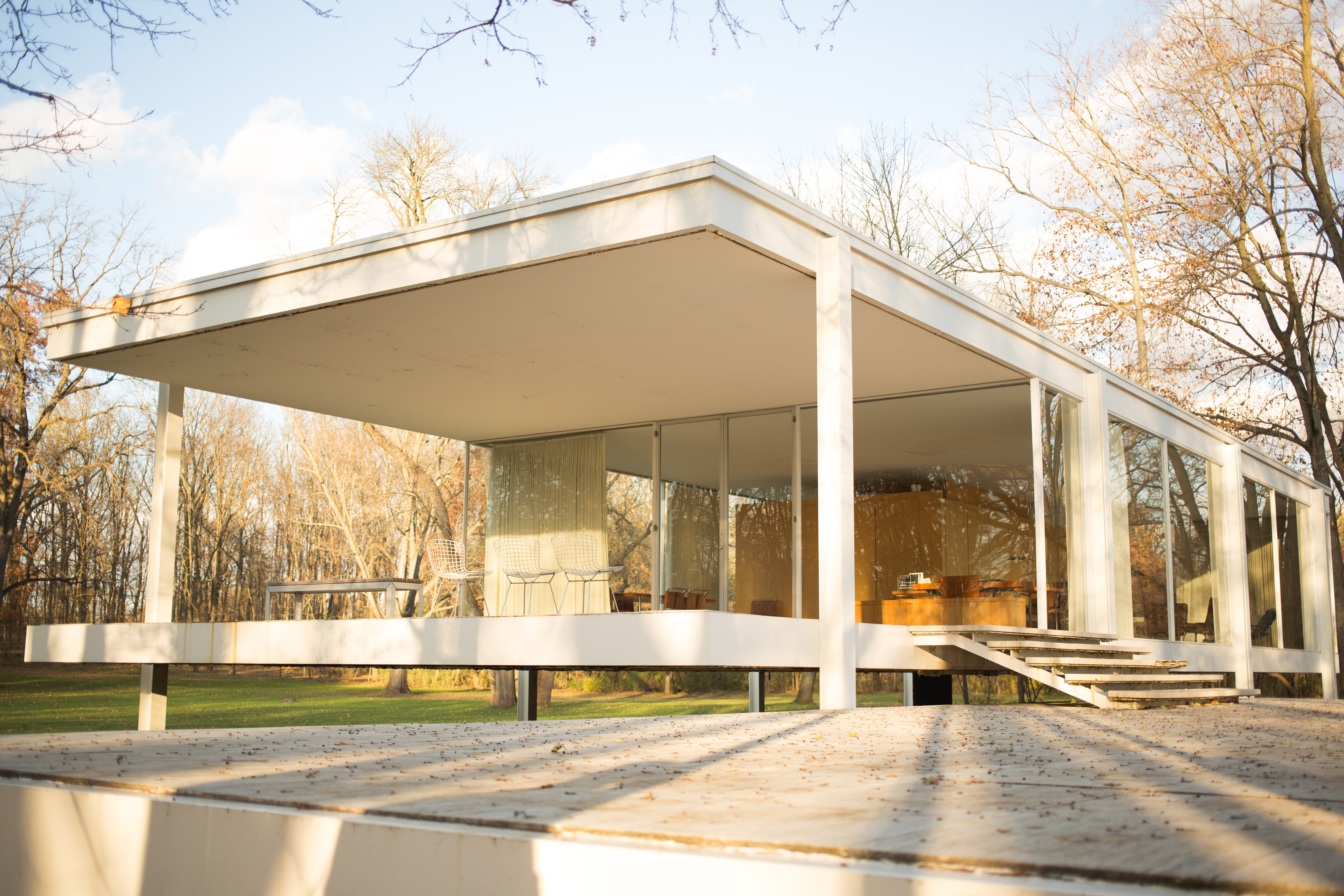
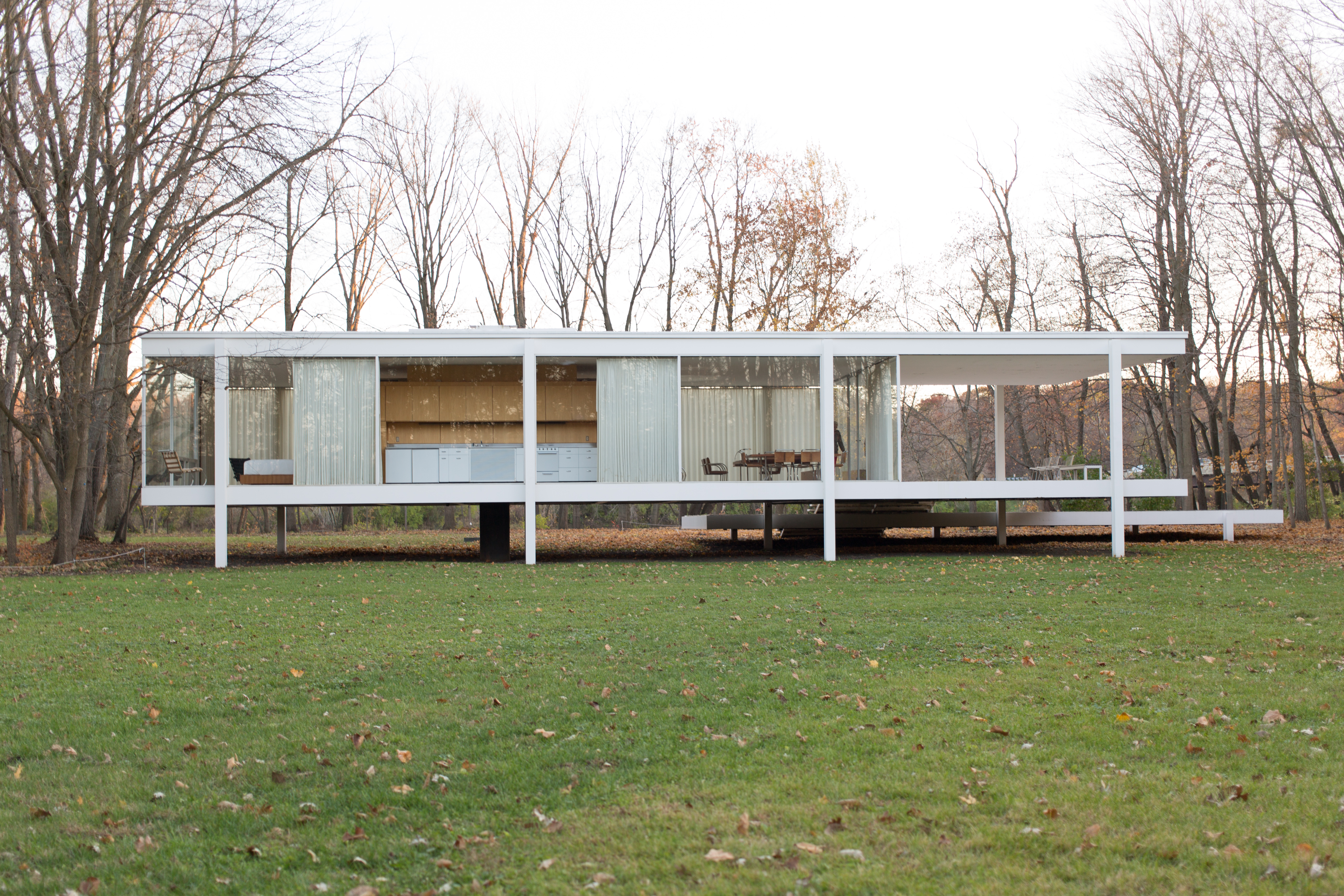